# Paralepis speciosa
Paralepis speciosa är en fiskart som beskrevs av Bellotti, 1878. Paralepis speciosa ingår i släktet Paralepis och familjen laxtobisfiskar. IUCN kategoriserar arten globalt som livskraftig. Inga underarter finns listade i Catalogue of Life.